# Lillkyrka socken, Närke
Lillkyrka socken i Närke ingick i Glanshammars härad och är sedan 1974 en del av Örebro kommun i Örebro län, från 2016 inom Lillkyrka-Ödeby distrikt.
Socknens areal är 59,45 kvadratkilometer, varav 59,31 land. År 1950 fanns här 816 invånare. Sockenkyrkan Lillkyrka kyrka ligger i socknen.

## Administrativ historik
Lillkyrka socken har medeltida ursprung. 
Vid kommunreformen 1862 övergick socknens ansvar för de kyrkliga frågorna till Lillkyrka församling och för de borgerliga frågorna till Lillkyrka landskommun. Landskommunen inkorporerades 1952 i Glanshammars landskommun som 1974 uppgick i Örebro kommun. Församlingen uppgick 1980 i Lillkyrka-Ödeby församling som 2002 uppgick i Glanshammars församling.
1 januari 2016 inrättades distriktet Lillkyrka-Ödeby, med samma omfattning som Lillkyrka-Ödeby församling hade 1999/2000 och fick 1981, och vari detta sockenområde ingår.
Socknen har tillhört fögderier, tingslag och domsagor enligt vad som beskrivs i artikeln Närke.  De indelta soldaterna tillhörde Närkes regemente, Örebro kompani och Livregementets husarkår, Örebro skvadron.

## Geografi
Lillkyrka socken ligger nordost om Örebro, norr om Hjälmaren med skogsplatån Käglan i norr. Socknen är slättbygd vid Hjälmaren med skogsbygd i norr.

## Fornlämningar
Fyra gravfält, en stensättning och en domarring från järnåldern är funna.

## Namnet
Namnet (1314 Litläkirkiu) kommer från kyrkan som enligt namnet var liten i förhållande till grannkyrkorna.

## Befolkningsutveckling
| Befolkningsutvecklingen i Lillkyrka socken, Närke 1750–1990                                             | Befolkningsutvecklingen i Lillkyrka socken, Närke 1750–1990 | Befolkningsutvecklingen i Lillkyrka socken, Närke 1750–1990 | Befolkningsutvecklingen i Lillkyrka socken, Närke 1750–1990 | Befolkningsutvecklingen i Lillkyrka socken, Närke 1750–1990 |
| --- | ----------------------------------------------------------- | ----------------------------------------------------------- | ----------------------------------------------------------- | ----------------------------------------------------------- |
| |                                                             |                                                             |                                                             |                                                             |
| År |                                                             |                                                             | Folkmängd                                                   |                                                             |
| 1750 | 1750                                                        |                                                             | 853                                                         |                                                             |
| 1760 | 1760                                                        |                                                             | 818                                                         |                                                             |
| 1769 | 1769                                                        |                                                             | 910                                                         |                                                             |
| 1780 | 1780                                                        |                                                             | 964                                                         |                                                             |
| 1790 | 1790                                                        |                                                             | 937                                                         |                                                             |
| 1800 | 1800                                                        |                                                             | 1 000                                                       |                                                             |
| 1810 | 1810                                                        |                                                             | 1 001                                                       |                                                             |
| 1820 | 1820                                                        |                                                             | 1 069                                                       |                                                             |
| 1830 | 1830                                                        |                                                             | 1 175                                                       |                                                             |
| 1840 | 1840                                                        |                                                             | 1 241                                                       |                                                             |
| 1850 | 1850                                                        |                                                             | 1 300                                                       |                                                             |
| 1860 | 1860                                                        |                                                             | 1 325                                                       |                                                             |
| 1870 | 1870                                                        |                                                             | 1 413                                                       |                                                             |
| 1880 | 1880                                                        |                                                             | 1 416                                                       |                                                             |
| 1890 | 1890                                                        |                                                             | 1 384                                                       |                                                             |
| 1900 | 1900                                                        |                                                             | 1 318                                                       |                                                             |
| 1910 | 1910                                                        |                                                             | 1 387                                                       |                                                             |
| 1920 | 1920                                                        |                                                             | 1 276                                                       |                                                             |
| 1930 | 1930                                                        |                                                             | 1 160                                                       |                                                             |
| 1940 | 1940                                                        |                                                             | 980                                                         |                                                             |
| 1950 | 1950                                                        |                                                             | 798                                                         |                                                             |
| 1960 | 1960                                                        |                                                             | 732                                                         |                                                             |
| 1970 | 1970                                                        |                                                             | 553                                                         |                                                             |
| 1980 | 1980                                                        |                                                             | 745                                                         |                                                             |
| 1990 | 1990                                                        |                                                             | 772                                                         |                                                             |
| Anm: Källor: Umeå universitet - Tabellverket 1749-1859, Demografiska databasen, CEDAR, Umeå universitet |                                                             |                                                             |                                                             |                                                             |